# 3-氨基丙基三乙氧基矽烷
(3-氨基丙基)三乙氧基硅烷（APTES）是矽烷化過程經常使用的一種氨基矽烷，以烷氧基矽烷分子將表面官能化。

## 合成
它可由3-氯丙基三乙氧基硅烷的氨化或氰乙基三乙氧基硅烷的催化氢化反应制得。

## 用途

### 與PDMS作用
APTES可與聚二甲基矽氧烷（PDMS）產生熱塑性的共價鍵，熱塑性官能表面分子與氧等離子體處理，並隨後用含水的1％（體積）APTES溶液塗覆。PDMS與氧等離子反應，並與官能化的熱塑性塑料表面接觸。一穩定的共價鍵在2分鐘之內形成。

### 用於細胞培養
APTES-官能化的表面已在胚胎大鼠心肌細胞體外被證明是無毒。需要進一步的實驗以評估在細胞培養中對其他類型的細胞毒性。

## 毒性
APTES是一種有毒的化合物，在MSDS的健康危害為第三級。APTES煙霧會破壞粘膜和上呼吸道，應在通風櫥中帶手套進行實驗。如果通風櫥無法使用，必須攜帶面罩和全面罩型呼吸器。APTES會對神經、肝臟和腎臟造成損害。